# Forbidden lover
«Forbidden lover» es el decimocuarto sencillo de la banda japonesa L'Arc~en~Ciel, lanzado una semana después de snow drop. Fue el tema central del programa Shitterutsumori?!.
En 2006 los primeros 15 sencillos de la banda fueron reeditados en formato de 12cm y no el de 8cm original. 

## Lista de canciones
| N.º | Título                                | Letras | Música | Duración |  |
| 1.  | «forbidden lover»                     | Hyde   | Ken    |          |  |
| 2.  | «Kasou -1014 mix-» (yukihiro (remix)) | Hyde   | Ken    |          |  |
| 3.  | «forbidden lover (hydeless version)»  |        | Ken    |          |  |